# Gardner (Massachusetts)
Gardner es una ciudad ubicada en el condado de Worcester en el estado estadounidense de Massachusetts. En el Censo de 2010 tenía una población de 20.228 habitantes y una densidad poblacional de 339,19 personas por km².

## Geografía
Gardner se encuentra ubicada en las coordenadas 42°35′12″N 71°59′17″O / 42.58667, -71.98806. Según la Oficina del Censo de los Estados Unidos, Gardner tiene una superficie total de 59,64 km², de la cual 57,19 km² corresponden a tierra firme y (4,1%) 2,44 km² es agua.

## Demografía
Según el censo de 2010, había 20.228 personas residiendo en Gardner. La densidad de población era de 339,19 hab./km². De los 20.228 habitantes, Gardner estaba compuesto por el 91,44% blancos, el 2,81% eran afroamericanos, el 0,32% eran amerindios, el 1,45% eran asiáticos, el 0,05% eran isleños del Pacífico, el 1,73% eran de otras razas y el 2,21% pertenecían a dos o más razas. Del total de la población el 7,07% eran hispanos o latinos de cualquier raza.